# Simulium penai
Simulium penai är en tvåvingeart som beskrevs av Peter Wolfgang Wygodzinsky och Coscaron 1970. Simulium penai ingår i släktet Simulium och familjen knott. Inga underarter finns listade i Catalogue of Life.